# Bradlec (přírodní rezervace)
Bradlec byla přírodní rezervace ev. č. 1651 poblíž obce Stavenice v okrese Šumperk v Olomouckém kraji.
Důvodem ochrany byl velmi hodnotný zbytek bukového porostu.